# Roger Nichols
Roger Scott Nichols (22 de septiembre de 1944 - 9 de abril de 2011) fue un ingeniero de grabación, productor e inventor estadounidense. 
Nichols es principalmente conocido por su trabajo con el grupo Steely Dan y con John Denver. También fue el ingeniero de audio en numerosos actos musicales mayores que incluyeron a los Beach Boys, Stevie Wonder, Frank Zappa, Crosby Stills & Nash, Al Di Meola, Rosanne Cash, Roy Orbison, Cass Elliot, Plácido Domingo, Gloria Estefan, Diana Ross, Bela Fleck & the Flecktones, Rickie Lee Jones, Kenny Loggins, Mark Knopfler, Eddie Murphy, Michael McDonald, James Taylor, y Toots Thielemans, entre otros. El 11 de febrero del 2012, Nichols fue galardonado con un Mérito Especial/Premio Grammy Técnico, el cual fue su octavo Premio Grammy total.
En mayo del 2010, Nichols fue diagnosticado de cáncer de páncreas en etapa 4. Murió a causa de esta enfermedad en su hogar, rodeado por su familia el 9 de abril del 2011. En su obituario subsecuente publicado en él, Nichols fue nombrado en el encabezado como un "Artista entre los ingenieros de audio".
The Roger Nichols Recording Method, su ansiada guía de ingeniería de audio, fue publicada por la editorial Alfred Music el día 17 de junio de 2013.

## Primeros años de vida
Roger Nichols nació en Oakland, California. Su padre era piloto de un avión Boeing B-47 Stratojet en la USAF; como resultado de lo anterior, la familia de Nichols vivió en varios lugares de los Estados Unidos durante los primeros once años de su vida. En 1957 su familia se estableció en la ciudad de Cucamonga, California, en la cual Nichols asistió a la secundaria. Uno de sus compañeros de clase fue Frank Zappa; Zappa visitaba a Nichols en su casa para "tocar guitarra y hacer múltiples pasadas de guitarra para superponerlas" en el primer aparato de grabación de Nichols, el cual era un magnetófono de bobina abierta que usaba cinta de 1/4 de pulgada. Nichols fue la Universidad Estatal de Oregón, en la cual estudio física nuclear. De 1965 a 1968 fungió como operador nuclear en la Central nuclear San Onofre (también conocida como SONGS por sus siglas en inglés).

## De operador nuclear a ingeniero de grabación.

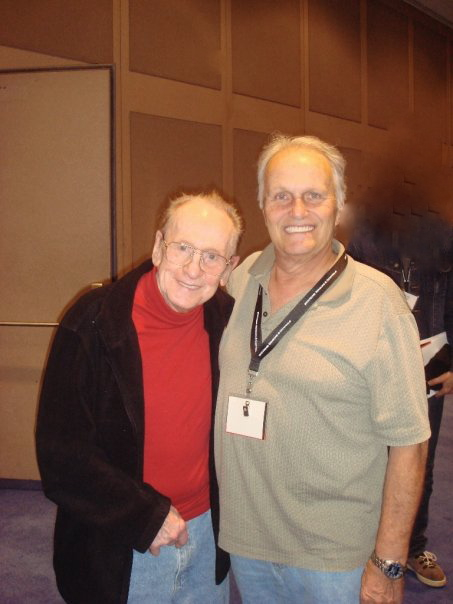
Nichols y el inventor de la guitarra eléctrica y grabación multipista Les Paul.

Nichols y algunos de sus amigos crearon su propio estudio de grabación, el cual fue llamado Quantum Studios, ubicado en Torrance, California, en el año 1965. La instalación era originalmente una cochera para cuatro carros; más tarde, fue convertida en un estudio de grabación de cuatro pistas para grabar bandas de secundaria. Una tienda de accesorios de alta definición, creada como negocio secundario por Nichols y sus padres, atrajo clientes y contactos que lo llevarían a la grabación de comerciales de televisión, con la participación de las futuras estrellas Karen Carpenter y Larry Carlton en algunos de ellos; otro músico al que Nichols grabó en esta época fue el antiguo Mouseketeer (artista de reparto en el programa The Mickey Mouse Club) Cubby O'Brien, el cual tocaba batería. Nichols también grabó a Kenny Rogers como solista más tarde con el grupo The First Edition; tiempo después, el estudio fue ampliado en una oficina de correos y fue modernizada con equipo de grabación de 16 pistas.
Las ventas del equipo de grabación y maquinaria al primer estudio de grabación del sello discográfico ABC Records llevó lo llevaron a contactar a Phil Kaye, el cual estaba a cargo de la instalación. Nichols fue contratado en 1970 para darle mantenimiento al equipo y llevar a cabo trabajo de ingeniería con Kaye y Steve Barri. Algunos de los clientes a los cuales Nichols grabó en este periodo incluyeron a John Phillips y Denny Doherty del grupo vocal The Mamas and the Papas, the Grass Roots y Hamilton, Joe Frank and Reynolds .

## Los años con Steely Dan

### Primera reunión
En 1971 Nichols conoció a Gary Katz, recién empleado en el sello Dunhill de ABC como productor discográfico. Walter Becker y Donald Fagen también se encontraban trabajando en ABC como compositores de canciones. En cierta ocasión, Nichols fue mandado, cuando nadie del personal quería involucrarse, a quedarse como ingeniero en una sesión de grabación de maqueta a la cual asistirían Becker y Fagen para grabar sus melodías para su uso por otros artistas. Nichols descubrió que tenía mucho en común con el entonces desconocido dúo, lo cual incluía el hecho de que compartían el gusto por la calidad de audio impecable. Se solicitó a Nichols fungir como ingeniero en su primer álbum en 1972, por lo cual este acabaría trabajando con Katz, Becker y Fagen en la grabación de la primera encarnación de una década de la banda, la cual terminó siendo conocida como Steely Dan.
"Nichols una vez atribuyó su conexión profesional cercana con Steely Dan y el Sr. Katz a la obsesión que todos ellos tenían por obtener lo máximo de la tecnología en el estudio de grabación.

### Trabajo como ingeniero en el origen de Steely Dan
Como resultado del trabajo con Nichols, Becker, Fagen y el productor Katz llegaron al acuerdo de ponerlo tras la consola al desde el inicio de las sesiones de estudio en 1972 para la grabación de su primer álbum, Can't Buy a Thrill. Esto entró en conflicto con las vacaciones de verano de Nichols, por lo cual se tomó la decisión de posponer la grabación hasta su regreso, lo cual molestó en gran manera el presidente de ABC, Jay Lasker, debido a la cantidad de dinero que se le dio a la novata banda como anticipo. Una vez que comenzó, el proceso fue exacto. Nichols comentó más tarde: " Lo terminamos en seis meses, lo cual fue rápido para ellos. Pero incluso en ese entonces su nivel de aceptación estaba por encima de todos los demás. Nunca tuvieron la actitud de 'se hace tarde, es suficiente', o 'nadie más lo notará'. Todo tenía que ser casi tan perfecto como fuera técnica y humanamente posible". El álbum vendió bien y produjo dos sencillos de éxito, asegurándole a Nichols el ser parte de las fortunas de la banda. Nichols fue involucrado como ingeniero en todos los álbumes de Steely Dan.

### Apodo: "El inmortal"
Entrevistado en 1993 para "Metal Leg, the Steely Dan Magazine", Nichols declaró (en observación al apodo que aparece en muchos de sus créditos): "... ellos intentaban matarme. Me encontraba trabajando en una sesión de Johnny Winter los fines de semana, con Steve Barri todo el día y con Steely Dan toda la noche, lo cual significa que me tenían ocupado 24 horas al día. Intentaban hacer que cayera al suelo, pero no funcionó. Después llegó el tiempo en el que estábamos trabajando en Cherokee Studios justo cuanto dos de los magnetófonos estaban mal conectados a tierra y yo toqué los dos aparatos, los cual hizo que todo hiciera cortocircuito. La placa frontal en una de las máquinas estaba completamente derretida pero yo no sentí nada. Ellos concluyeron que algo raro estaba sucediendo".
En una entrevista después de la muerte de Nichols, Donald Fagen expresó que el nombre "El inmortal" provino del parecido entre Roger y Lee Majors de la serie "The Six Million Dollar Man". 

### Innovaciones en "Countdown to Ecstasy" y "The hand"
Cuando Becker y Fagen expresaron frustración durante el segundo álbum de la banda Countdown to Ecstasy con la dificultad de adquirir un tempo firme en la batería, Nichols se vio obligado a improvisar. La canción Show Biz Kids resultó ser especialmente retadora en cuanto a un pulso estable. Tal como lo cita Brian Sweet en la biografía de Steely Dan, Reelin' in the Years, Nichols recordó: 
"Simplemente era una de esas melodías que eran demasiado difíciles de ejecutar en tempo exacto, con todos los instrumentos en sincronía... No existían las cajas de ritmos en aquella época, por lo cual hicimos un bucle de cinta de ocho compases con 24 pistas, el cual era una cantidad considerable de cinta para 30 ips, arrastrado de la puerta hacia adentro del estudio, alrededor de un pequeño carrete que estaba colocado sobre un trípode de cámara, regresando al estudio y después copiado a un segundo aparato de 24 pistas. Todo estaba en esa cinta excepto la voz principal y la guitarra líder. Funcionó como en un sueño." 
La portada trasera del álbum contenía una foto de Steely Dan en la sala de control del estudio de grabación, e incluía la aparentemente incorpórea mano de Nichols sobre la mesa de mezclas mientras este se encontraba oculto detrás de ella.

### Años de trabajo exclusivo de estudio con Steely Dan

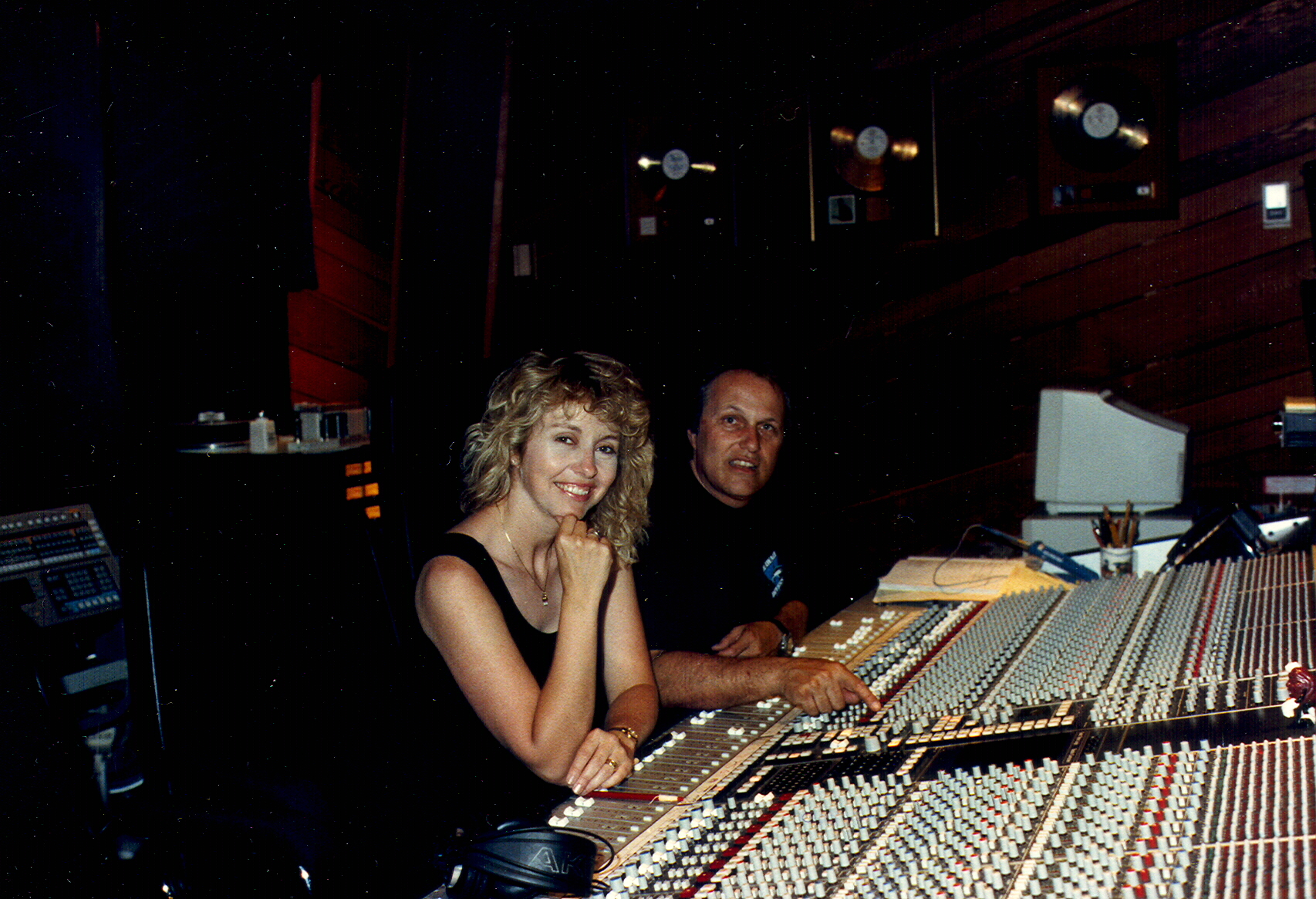
Nichols y Connie Reeder (su esposa) en 1988

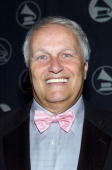
Después de ganar el Premio por Logro de Vida de la NARAS (Academia Nacional de Artes y Ciencias de la Grabación) en 2005.

Después del tercer álbum de Steely Dan, Pretzel Logic, y de la gira en apoyo a este, la banda dejó de ofrecer conciertos y se convirtió en un grupo que solo ejecutaba para grabaciones. Las tareas de Nichols se diversificaron, abarcando desde el diagnóstico de fallas en la cinta maestra del sencillo más vendido de la banda, Rikki Don't Lose That Number, (Nichols encontró que el culpable era una mancha de mostaza dejada por un trabajador), hasta ayudar a recuperar el sonido en el cuarto álbum, Katy Lied, el cual había sido grabado en los estudios ABC y se había dañado cuando la cinta maestra fue procesada por medio de un sistema de reducción de ruido dbx durante la mezcla.

#### Premios Grammy con Steely Dan
Nichols ganó tres Premios Grammy (Por "Mejor Grabación" en la categoría "No-Clásico") por su meticuloso trabajo de estudio a finales de los 70's- principios de los 80's con la banda en Aja, FM (No Static at All) y Gaucho, además de otros tres, incluyendo el título destacable de "Album Of The Year" por sus esfuerzos en el álbum de regreso de Steely Dan, Two Against Nature ( del año 2000).

## Invenciones
En 1978 Nichols fue pionero en la técnica de "reemplazamiento digital de batería" al inventar la computadora de muestreo Wendel, la cual fue usada para proveer algunos de los sonidos de batería y percusión en el álbum de Steely Dan, Gaucho, notablemente en la canción Hey Nineteen. Esta tecnología es ahora algo común en la producción musical alrededor del mundo. El inventó y produjo un reloj atómico de rubidio bajo el nombre de su compañía Digital Atomics. El propósito del reloj fue proporcionar la precisión del cronometraje nuclear para sincronizar mejor el equipo de grabación digital en el estudio, a un costo menor que los típicos relojes de cesio tales como los que se usan en aplicaciones militares y de aviación. [cita requerida]

## Como autor
Roger Nichols fue un columnista a favor del audio y crítico de equipo por muchos años en EQ, una revista de audio profesional. El también escribió prosa de manera amplia, incluyendo material para uso en clases magistrales, el cual destinó a convertir en un libro de texto sobre técnica de grabación. No vivió para ver la publicación final de sus trabajos, cuyo primer título, The Roger Nichols Recording Method, ha sido compilado y editado por su esposa Conrad Reeder y Mike Lawson para Alfred Music Publishing, bajo la supervisión del copropietario Ron Manus, el cual declaró a principios del 2013 " Estamos tan emocionados de tener la oportunidad de publicar el trabajo de Roger. No puedo pensar en otra mejor manera de honrar su memoria y legado que hacer que su inigualable experiencia y conocimiento esté disponible para el mundo. Reeder expresó "Estoy especialmente agradecida con Ron Manus, Mike Lawson y el equipo entero de Alfred Publishing por asegurar que una nueva generación sea beneficiada del arte y la brillantez inventiva en el estudio de grabación por medio del lanzamiento de The Roger Nichols Recording Method. Roger también estaría emocionado al respecto, especialmente porque el director ejecutivo de Alfred, Ron Manus, fue alguna vez su segundo ingeniero en el estudio".

## Otras actividades
Nichols ha dado conferencias frente a numerosas audiencias, incluyendo aquellas como orador invitado en Berklee School of Music, la Universidad de Miami y RECW.
Nichols también fue instructor de buceo, un ávido fotógrafo y piloto de aviación, así como amigo cercano y compañero de vuelo del cantante/compositor de canciones John Denver. Nichols fue ingeniero y productor en varios álbumes de Denver por un periodo de casi 20 años, incluyendo al disco para niños con temática de ferrocarriles titulado All Aboard!, el cual le valió a Denver su primer Grammy, otorgado de manera póstuma. Nichols se encontraba en camino hacia California para volar junto a Denver en su nuevo aeroplano experimental Rutan Long-EZ cuando se enteró del impacto en el cual Denver falleció.

## Vida personal
Estuvo casado con la escritora/músico Conrad Reeder, con la cual tuvo dos hijas, Cimcie y Ashlee.

## Muerte
Nichols fue diagnosticado con cáncer de páncreas en etapa 4 el 29 de mayo del 2010. A principios del 2011 fue reportado en estado de "lucha por su vida". Nichols murió el 9 de abril del 2011, a la edad de 66 años.

## Premios Grammy
- 1977: "Mejor Ingeniero, categoría No-Clásico" con Steely Dan en Aja
- 1978: "Mejor Ingeniero, categoría No-Clásico"con Steely Dan en FM (soundtrack)
- 1981: "Mejor Ingeniero, categoría No-Clásico" con Steely Dan en Gaucho
- 1997: Productor en "Mejor Álbum Infantil" con John Denver en All Aboard!
- 2000: "Mejor Álbum de Pop Vocal" con Steely Dan en Two Against Nature
- 2000 "Álbum del Año" con Steely Dan en Two Against Nature
- 2000: "Mejor Ingeniero, categoría No-Clásico" con Steely Dan en Two Against Nature
- 2012: Mérito Especial/Premio Grammy Técnico por sus "contribuciones de excepcional importancia técnica en el campo de la grabación."

En el año 2006 Nichos fue formalmente reconocido por la Rama de Ingenieros y Productores de la Academia de Grabación (Grammys).